# Parc de la Gatineau

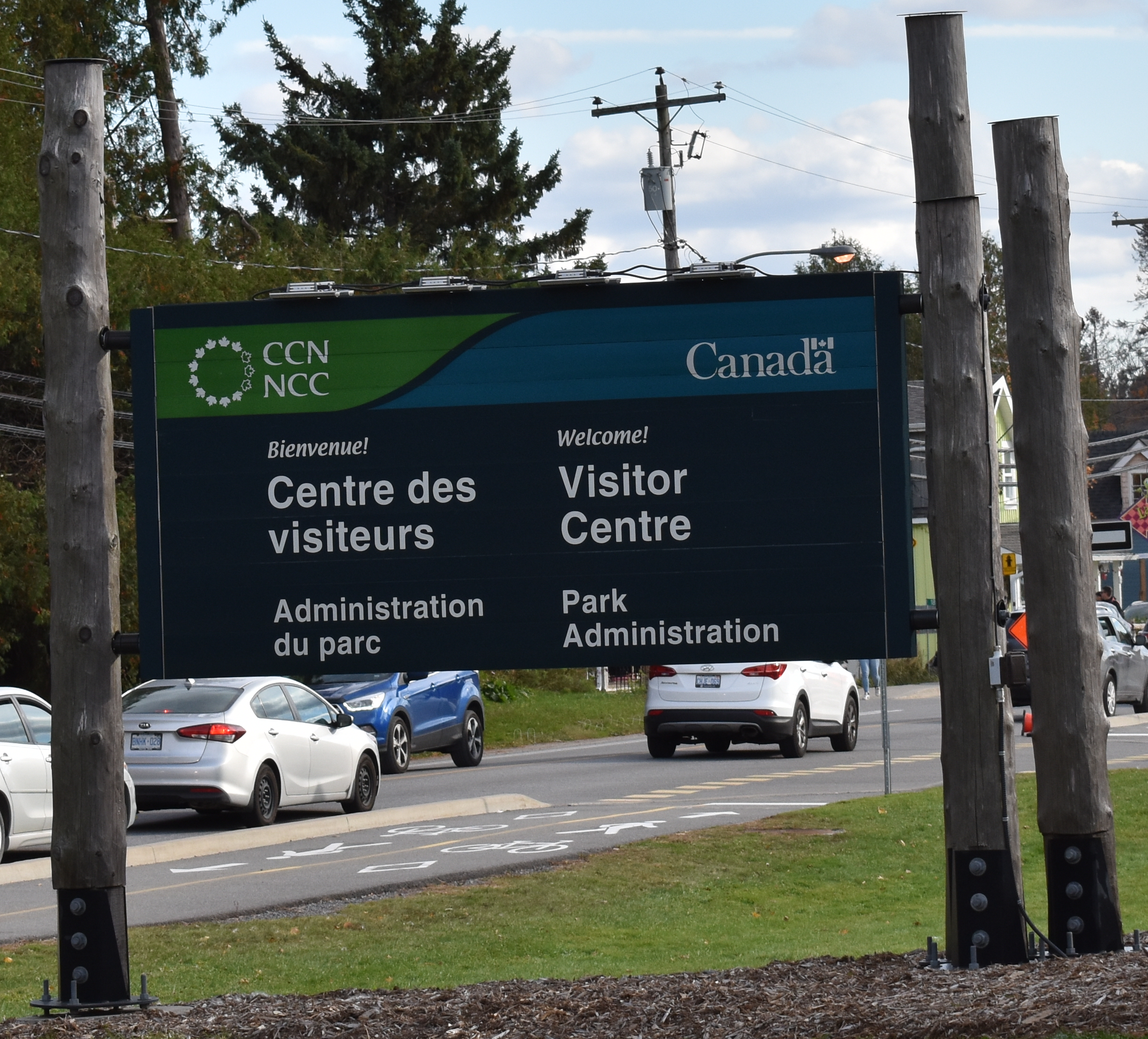
Pancarte signalant le centre des visiteurs.

Le parc de la Gatineau est un parc fédéral canadien situé dans la région de l'Outaouais, au Québec. D'une superficie de 361,31 km2, il se trouve à l'ouest de la rivière Gatineau sur le territoire de la ville de Gatineau et des municipalités de Chelsea, La Pêche et Pontiac. Fondé en 1938 et administré par la Commission de la capitale nationale du Canada, il est le seul parc fédéral qui n'est pas géré par Parcs Canada. Avec 1,7 million de visiteurs en 2000, il s'agit aussi du parc le plus visité du Québec.
Contrairement aux autres parcs nationaux et provinciaux du Canada, le parc ne possède aucune protection légale ce qui le rend vulnérable à la vente de ses terres par la Commission de la Capitale nationale.
On y retrouve une forêt mixte comprenant l'une des plus grandes variétés animale et végétale au Québec, ainsi que des phénomènes naturels exceptionnels. La coupe de bois, la chasse et les activités de type industriel y sont interdites.

## Géographie
Le parc de 361,31 km2 est localisé au sud-ouest du Québec, dans la région de l'Outaouais à une dizaine de kilomètres au nord-ouest d'Ottawa.
Le territoire du parc est situé dans les municipalités de La Pêche, Pontiac et Chelsea, ainsi que dans la ville de Gatineau. Les trois premières sont situées dans la municipalité régionale de comté des Collines-de-l'Outaouais.

### Géologie
Les roches du parc font partie du Bouclier canadien, qui est le noyau stable de l'Amérique du Nord. Le sous-sol est composé en majorité de roches ignées et métamorphiques du Précambrien formées il y a environ un milliard d'années. La roche la plus commune dans le parc est la syénite, une roche ignée intrusive. Le marbre et le gneiss sont aussi communs dans le parc.
L'extrême sud du parc fait partie des basses-terres du Saint-Laurent et est quant à lui composé de calcaire et de dolomie datant de l'Ordovicien, il y a environ 460 millions d'années.

### Hydrographie

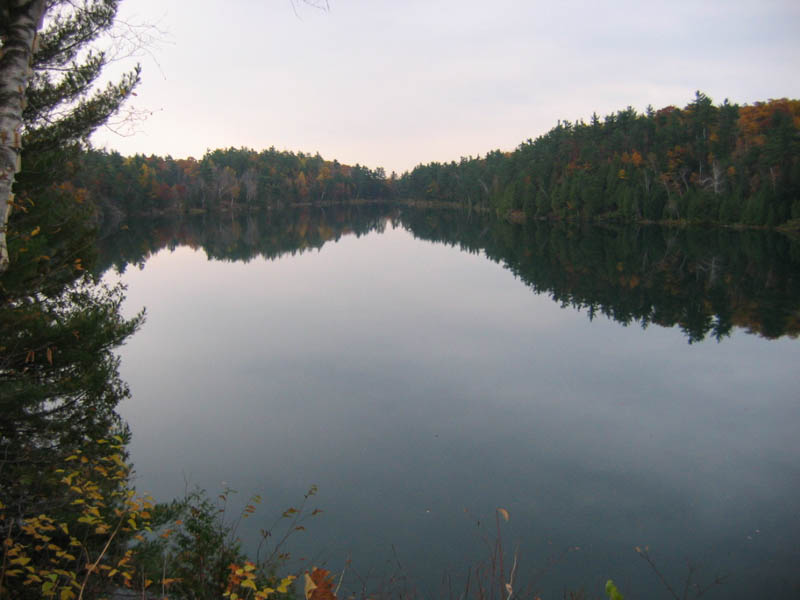
Le lac Pink vers la fin d'octobre.

Le territoire du parc comprend 50 lacs. Les principaux sont le lac la Pêche qui se déverse dans la rivière la Pêche et les lacs Philippe, Mousseau et Meech qui se déversent dans le ruisseau Meech. Ses deux cours d'eau s'écoulent vers la rivière Gatineau, un affluent de l'Outaouais. Du côté de l'escarpement d'Eardley, de nombreux ruisseaux s'écoulent tous directement dans l'Outaouais.
Parmi les lacs, le lac Pink a pour particularité d'être un lac méromictique, l'un des 58 en Amérique du Nord. Les eaux de celui-ci ne se mélangent pas, contrairement aux autres lacs de la région qui le font deux fois par an, ce qui fait que les sept derniers mètres du lac sont privés d'oxygène. Le lac abrite une population d'épinoche à trois épines (Gasterosteus aculeatus)  qui s'est adaptée à l'eau douce.

### Climat
Situé au sud-ouest du Québec, le parc a pour particularité d'avoir l'un des climats les plus méridionaux de la province.
L'escarpement d'Eardley situé à la limite sud du parc présente un microclimat particulier. Sa hauteur de 300 m ainsi que son orientation sud-sud-ouest donnent à l'escarpement un climat chaud et sec. C'est d'ailleurs l'endroit au Québec qui présente le plus d'espèces en péril, soit une quarantaine.
| Mois                              | jan.  | fév. | mars | avril | mai  | juin | jui. | août | sep. | oct. | nov. | déc.  | année |
| --------------------------------- | ----- | ---- | ---- | ----- | ---- | ---- | ---- | ---- | ---- | ---- | ---- | ----- | ----- |
| Température minimale moyenne (°C) | −16,5 | −15  | −8,6 | 0     | 7,2  | 12,4 | 15,4 | 14,4 | 9,7  | 3,7  | −2,3 | −11,3 | 0,8   |
| Température moyenne (°C)          | −11,5 | −9,5 | −3,3 | 5,1   | 12,8 | 18   | 20,7 | 19,5 | 14,3 | 7,9  | 1    | −7,3  | 5,6   |
| Température maximale moyenne (°C) | −6,3  | −4   | 1,9  | 10,2  | 18,5 | 23,4 | 26   | 24,5 | 18,9 | 12   | 4,4  | −3,2  | 10,5  |
| Précipitations (mm)               | 77,8  | 62,8 | 73,8 | 72,1  | 85,4 | 86,2 | 92,1 | 93,1 | 84,3 | 83,9 | 86,1 | 89,6  | 987,1 |
| dont neige (cm)                   | 53,7  | 43,2 | 31,9 | 7,8   | 0,2  | 0    | 0    | 0    | 0    | 1,5  | 18,4 | 58,1  | 214,8 |

## Histoire
La région est fréquentée par les Algonquins depuis au moins 5 000 ans. Ils utilisaient avant tout le parc pour la chasse et la cueillette. Le premier Européen à voir la région fut l'explorateur français Étienne Brûlé en 1610. Plusieurs autres coureurs des bois suivirent, dont Nicolas Gatineau qui a exploré la région à la recherche de fourrures et donné son nom à la rivière Gatineau.

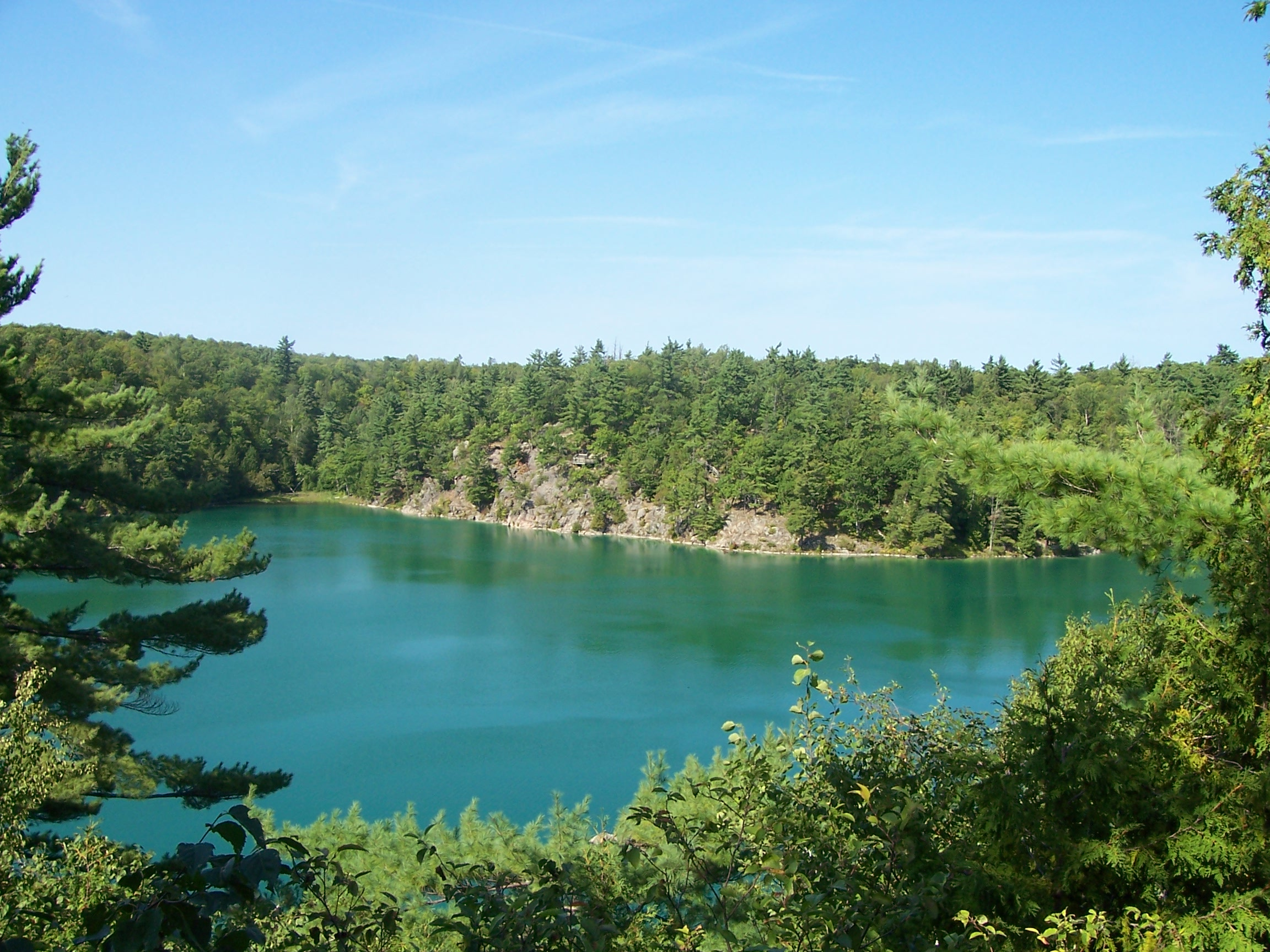
Parc de la Gatineau.

Les premiers colons furent des loyalistes fuyant les États-Unis, nouvellement devenus indépendants à la fin du XVIIIe siècle. Ces familles donnèrent leurs noms à divers lieux du parc, dont les lacs Pink, Meech, Fortune, Lusk et Mousseau. Les terres étaient cependant très pauvres et beaucoup sont partis, le peu qui reste travaillant l'hiver comme bûcherons. Durant le XIXe siècle, le territoire du parc fut avant tout destiné à l'exploitation forestière et minière. On y vit deux mines de fer, les mines Forsyth et Baldwin. On y exploita aussi le molybdénite, le phosphate et le mica. On y exploita aussi les forêts de Pin blanc qui servirent aux mats des navires de la marine britannique.

### Début du parc
Le parc de la Gatineau était le premier parc fédéral proposé au Québec et aussi le premier proposé par la Division des parcs du gouvernement fédéral du Canada. Le 3 décembre 1912, le commissaire aux parcs du Dominion, M. James Harkin, écrivit au sous-ministre de l’Intérieur William Cory en faveur de la création d’un réseau national de parcs, dont le premier devait être le parc de la Gatineau. Dans sa note, Harkin déclare :

« Comme l’Est n’a pas de parcs fédéraux comme ceux des Rocheuses, il est proposé que le pays se dote du réseau de parcs le plus étendu au monde […] La création du parc de la Gatineau […] serait, je crois, la façon la plus aisée d’amorcer ce réseau. »

— (traduction libre)
Quelques mois plus tard, à la suggestion de Cory, Harkin écrit au ministre des Mines et des Forêts du Québec Charles Devlin pour lui demander s’il aiderait à établir un parc national dans la région de la Gatineau. Les fonctionnaires provinciaux répondent que la question sera immédiatement portée à l’attention du ministre. Toutefois, Devlin meurt avant de pouvoir donner suite à la demande de Harkin et l’affaire en reste là.
Le 7 avril 1927, le projet de parc fédéral revient sur le tapis à la Chambre des communes lorsque les députés se penchent sur un projet de loi visant la création d’une Commission du district fédéral chargée d’aménager des parcs et des promenades des deux rives de la rivière des Outaouais. Pendant le débat, cependant, le député conservateur John Edwards accuse le premier ministre fédéral Mackenzie King de vouloir créer un parc autour de son domaine personnel de Kingsmere et d’en faciliter l’accès par la construction d’une promenade.
Huit ans plus tard, à la demande de Percy Sparks de la Ligue contre le déboisement des terrains fédéraux, le ministre de l’Intérieur T.G. Murphy fait mener une enquête sur les effets des incendies et de la surexploitation forestière dans les Collines de la Gatineau. Les auteurs de l’enquête recommandent, entre autres, d’y créer un parc fédéral. Deux ans plus tard, cependant, King choisit de régler le problème par l’acquisition graduelle de terrains, créant ainsi sous forme embryonnaire le parc de la Gatineau le 1er juillet 1938.

### Évolution des limites du parc
La partie méridionale du parc a été morcelée par la construction routière et le retrait de certaines terres. Ainsi, à la suite d'un exercice de rationalisation des frontières effectué au cours des années 1990, la Commission de la capitale nationale du Canada a retiré 48 propriétés du parc, comprenant 610 hectares. Avec les 135 hectares additionnels abandonnés à la construction routière au cours de la même période, le nombre total d’acres retirées du parc s’élève à 746 hectares, soit environ 7,5 km2.

### Statut légal du parc
Plusieurs hauts fonctionnaires fédéraux et journalistes ont récemment imputé au gouvernement du Québec la responsabilité du fait que le parc de la Gatineau ne soit jamais devenu un parc national du Canada parce qu’il a toujours refusé de céder au gouvernement fédéral les 17 % de la superficie du parc qui lui appartient.
Par exemple, en 2005, devant le Comité permanent de l’environnement et du développement durable de la Chambre des communes, le directeur général de Parcs Canada, M. Alan Latourelle, a dit que la création d’un parc national nécessite notamment une entente fédérale-provinciale et le transfert au fédéral par la province des droits superficiaires et miniers sur les terrains prévus :

« Dans le cas du parc de la Gatineau, une partie n'appartient pas au gouvernement fédéral. Elle appartient à la province — environ 11 % de la superficie du parc — et les droits tréfonciers appartiennent à la Province de Québec. Dans ce cas précis, si l'on envisageait d'en faire un parc national, il serait essentiel d'obtenir l'accord du gouvernement du Québec alors que les antécédents démontrent que le gouvernement du Québec n'a pas tendance à donner son accord pour la création de parcs nationaux. Ce n'est donc pas une option que nous examinons actuellement. »

En vertu d'un accord conclu en 1973, le gouvernement du Québec a transféré au gouvernement fédéral le contrôle et la gestion des 5 060 hectares de terres provinciales situées à l’intérieur du parc de la Gatineau – et ce, à « perpétuité » selon les deux décrets en conseil accompagnant l’accord. Par ailleurs, la province a transféré le contrôle et la gestion des fonds de lac se trouvant à l’intérieur du parc, s’est engagée à ne pas délivrer de permis d’exploration minière pour ces terres, a indiqué que celles-ci devaient faire partie du parc de la Gatineau et a garanti que les droits transférés étaient libres de tout vice de titre.
L’alinéa 5(1)a) de la Loi fédérale sur les parcs nationaux prévoit que le gouvernement fédéral ait « un droit de propriété non grevé de charge » sur toutes les terres situées à l’intérieur d’un éventuel parc national. Or, en sus des terres de propriété provinciale, il existe aussi plusieurs terrains privés dans l'enceinte du parc de la Gatineau.
En 2005, réagissant aux pressions publiques réclamant une meilleure protection pour le parc de la Gatineau, l’honorable Ed Broadbent, député d'Ottawa-Centre, déposa un projet de loi privé à la Chambre des communes pour établir les limites juridiques du Parc et créer un mécanisme de gestion des terres, semblable à la protection offerte par la Loi sur les parcs nationaux du Canada.
Dans un geste semblable, la sénatrice Mira Spivak du Manitoba a déposé un projet de loi au Sénat le 25 avril 2006 visant également à créer un statut juridique pour le Parc, tandis que Paul Dewar, qui a remplacé Ed Broadbent à titre de député d’Ottawa-Centre en 2006, en a fait de même à la Chambre des communes le 19 mai 2006.
Le projet de loi de la sénatrice Spivak, le S-210, a franchi l'étape de la deuxième lecture le 13 décembre 2006, étant renvoyé au Comité de l'environnement de la Chambre haute. Le Comité a commencé son étude de cette mesure le 22 mars 2007.
Au cours des dernières années, on a retranché huit kilomètres carrés de son territoire et permis la construction de 118 nouvelles maisons et cinq nouvelles routes à l'intérieur de ses limites.
En juin 2013, un tronçon de 0,5 km de la rue Gamelin situé à l'intérieur des limites du parc a été fermé.

## Patrimoine naturel

### Flore
Le parc comprend un millier de plantes vasculaires, dont une cinquantaine d'espèces d'arbres. La forêt couvre environ 80 % du parc. Les peuplements feuillus et les peuplements mixtes sont parmi les plus courants.
Le parc est l'aire protégée ayant le plus de plantes en péril au Québec. Près d'une centaine de plantes font partie des listes du Québec ou du Canada. Parmi celles-ci, huit sont des arbres dont l'Amélanchier sanguin (Amelanchier sanguinea), le Chêne bicolore (Quercus bicolor), le Chêne blanc (Quercus alba), le Noyer cendré (Juglans cinerea), le Genévrier de Virginie (Juniperus virginiana), l'Érable noir (Acer nigrum), le Micocoulier occidental (Celtis occidentalis) et l'Orme liège (Ulmus thomasii).

### Faune

#### Mammifères
On trouve une cinquantaine d'espèces de mammifères dans le parc. Parmi ceux-ci, le Cerf de Virginie (Odocoileus virginianus), dont la population compte environ 1 200 individus. On trouve également le Castor du Canada (Castor canadensis) qui a aussi une population estimée à 1 200, et des sangliers. Il y aurait aussi deux meutes de Loup de l'Est (Canis lycaon).
En plus de ces quatre espèces, parmi les insectivores, il y a la grande musaraigne (Blarina brevicauda), la musaraigne cendrée (Sorex cinereus) et la musaraigne fuligineuse (Sorex fumeus). Parmi les rongeurs, le campagnol à dos roux de Gapper (Clethrionomys gapperi), le campagnol des champs (Microtus pennsylvanicus), le rat musqué (Ondatra zibethicus), la souris à pattes blanches (Peromyscus leucopus), la souris commune (Mus musculus), la souris sauteuse des bois (Napaeozapus insignis), la souris sylvestre (Peromyscus maniculatus), l'écureuil gris (Sciurus carolinensis), l'écureuil roux (Tamiasciurus hudsonicus), le Tamia rayé (Tamias striatus), le petit polatouche (Glaucomys volans), la Marmotte commune (Marmota monax) et le porc-épic d'Amérique (Erethizon dorsatum). Parmi les lagomorphes, seul le lièvre d'Amérique (Lepus americanus) a été observé. Parmi les carnivores, on retrouve la belette à longue queue (Mustela frenata), la belette pygmée (Mustela nivalis), l'hermine (Mustela erminea), la martre d'Amérique (Martes americana), le pékan (Martes pennanti), le vison d'Amérique (Neovison vison), la loutre de rivière (Lontra canadensis), la mouffette rayée (Mephitis mephitis), le coyote (Canis latrans), le renard roux (Vulpes vulpes), le lynx du Canada (Lynx canadensis), le lynx roux (Lynx rufus), l'ours noir (Ursus americanus) et le raton laveur (Procyon lotor). Parmi les chauves-souris, on retrouve la chauve-souris rousse (Lasiurus borealis), la grande chauve-souris brune (Eptesicus fuscus), la petite chauve-souris brune (Myotis lucifugus) et la pipistrelle de l'Est (Pipistrellus subflavus). En plus du cerf de Virginie, on retrouve l'orignal (Alces alces) parmi les ongulés.
Onze espèces sont considérées en péril au Québec ou au Canada dans le parc, soit la Belette pygmée (Mustela nivalis), le Campagnol-lemming de Cooper (Synaptomys cooperi), le Carcajou (Gulo gulo), la Chauve-souris argentée (Lasionycteris noctivagans), la Chauve-souris cendrée (Lasiurus cinereus), la Chauve-souris pygmée (Myotis leibii), la Chauve-souris rousse (Lasiurus borealis), le Couguar (Puma concolor), le Loup de l’Est (Canis lycaon), le Petit Polatouche (Glaucomys volans) et la Pipistrelle de l'Est (Pipistrellus subflavus).

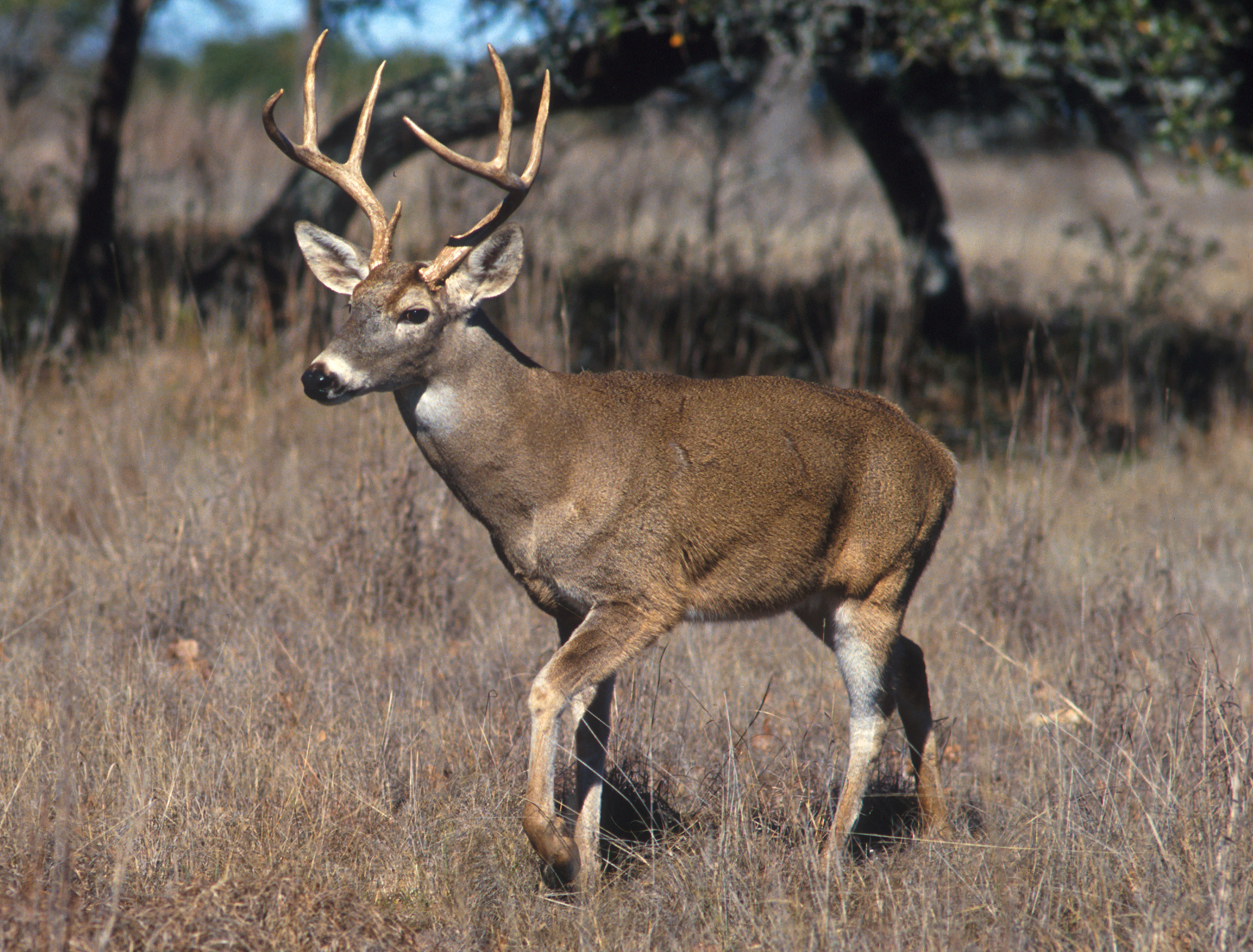
Cerf de Virginie.
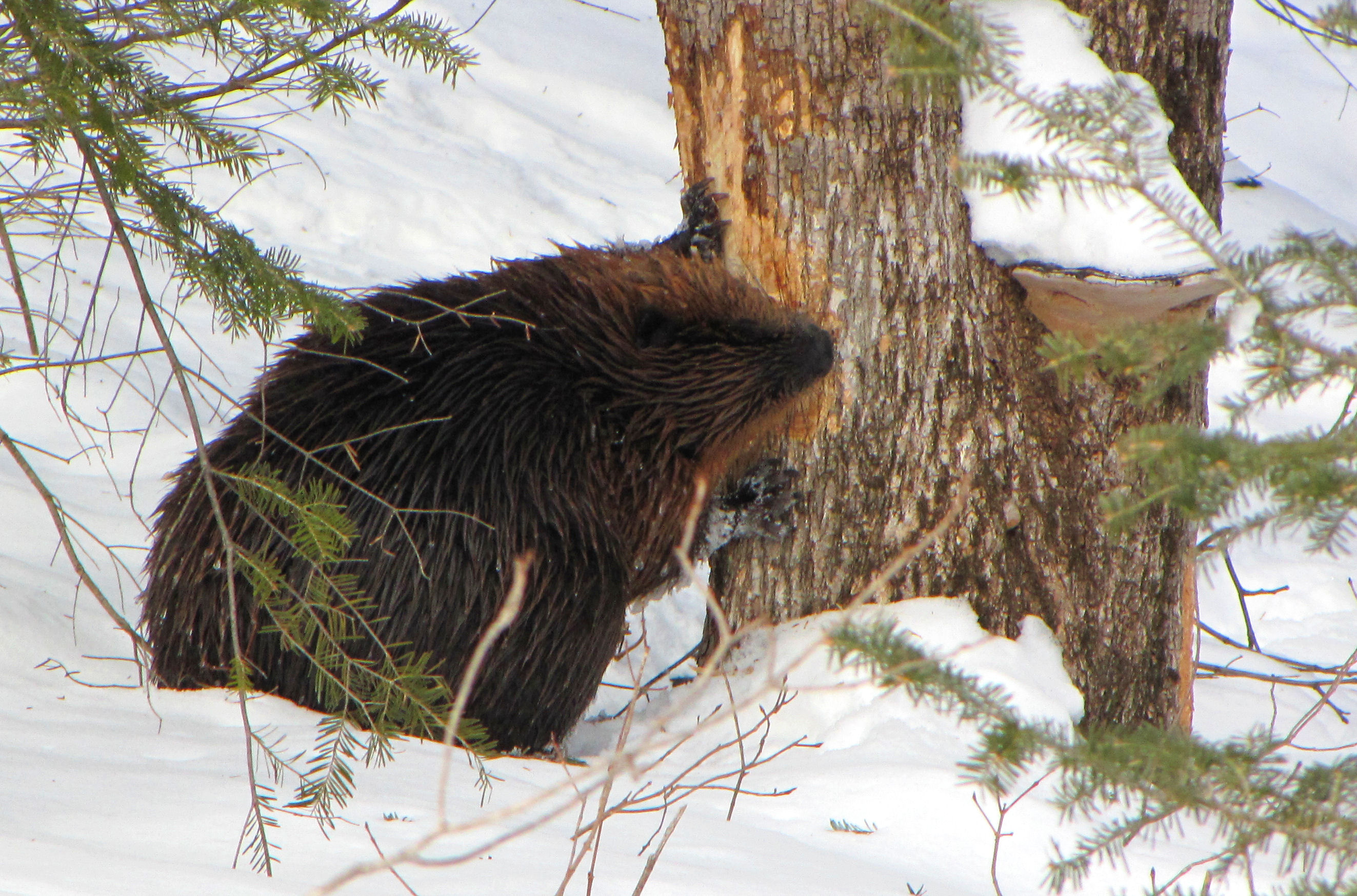
Castor du Canada.
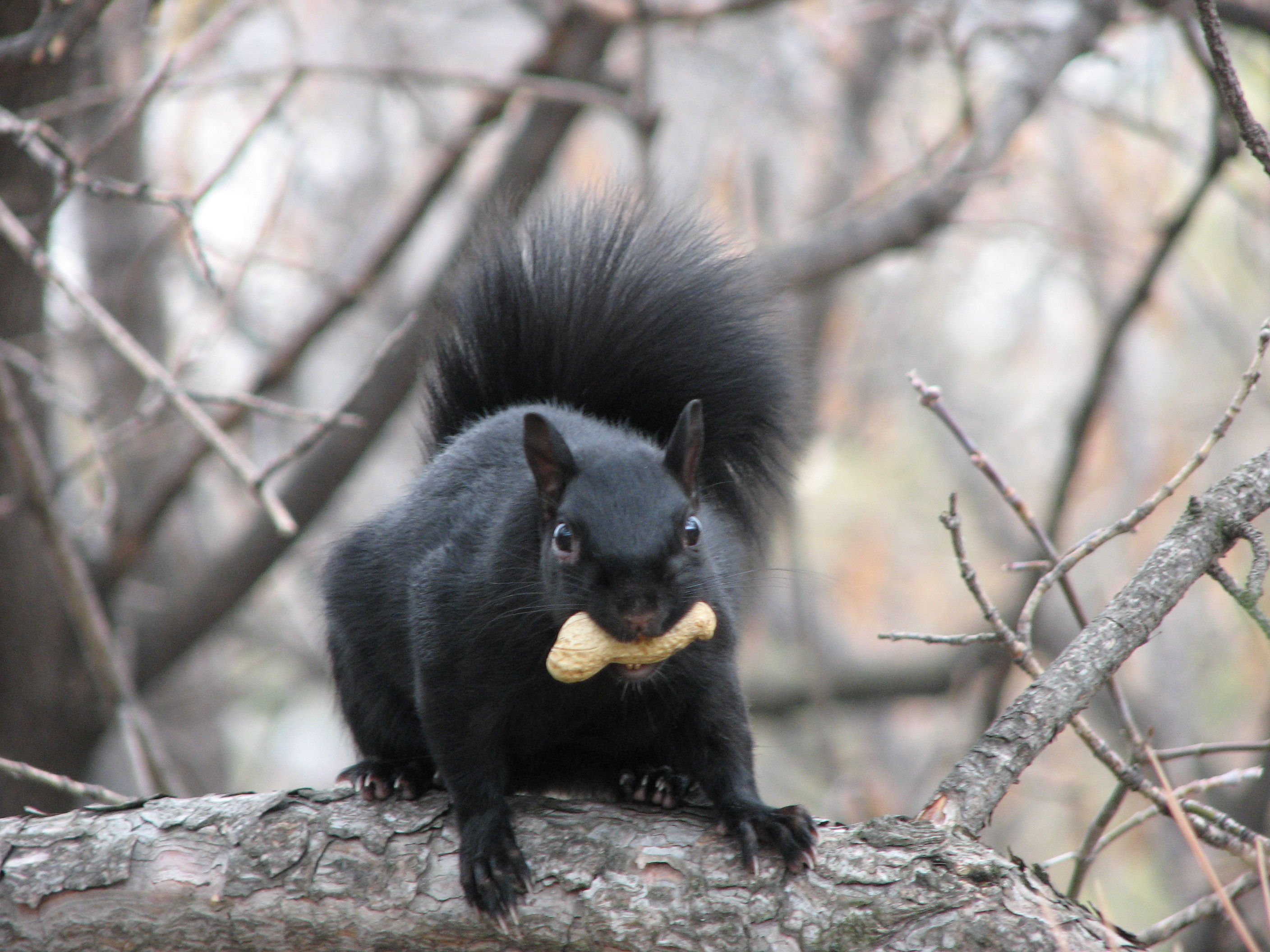
Écureuil gris (l'exemple est mélanique).
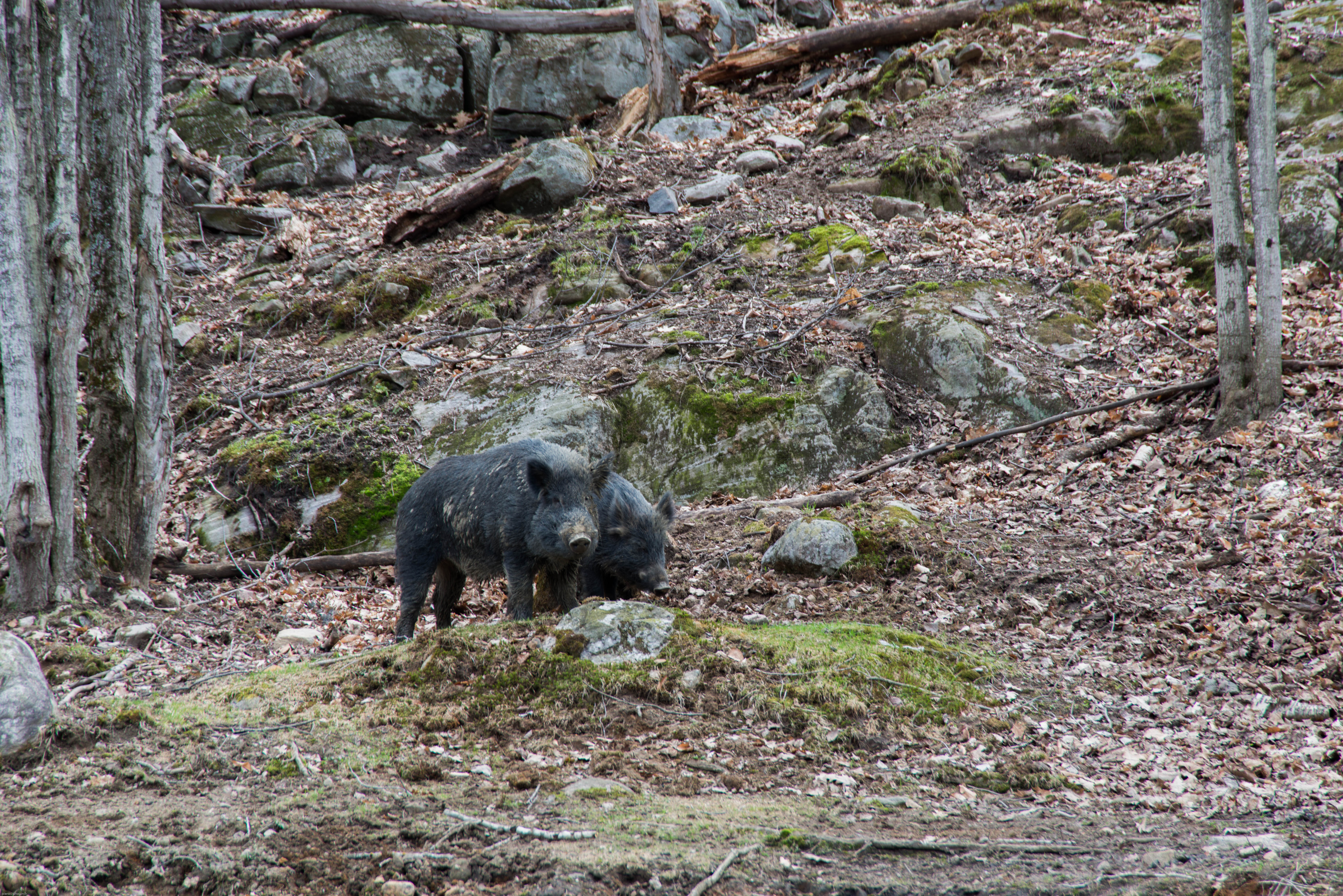
Sangliers.

#### Oiseaux

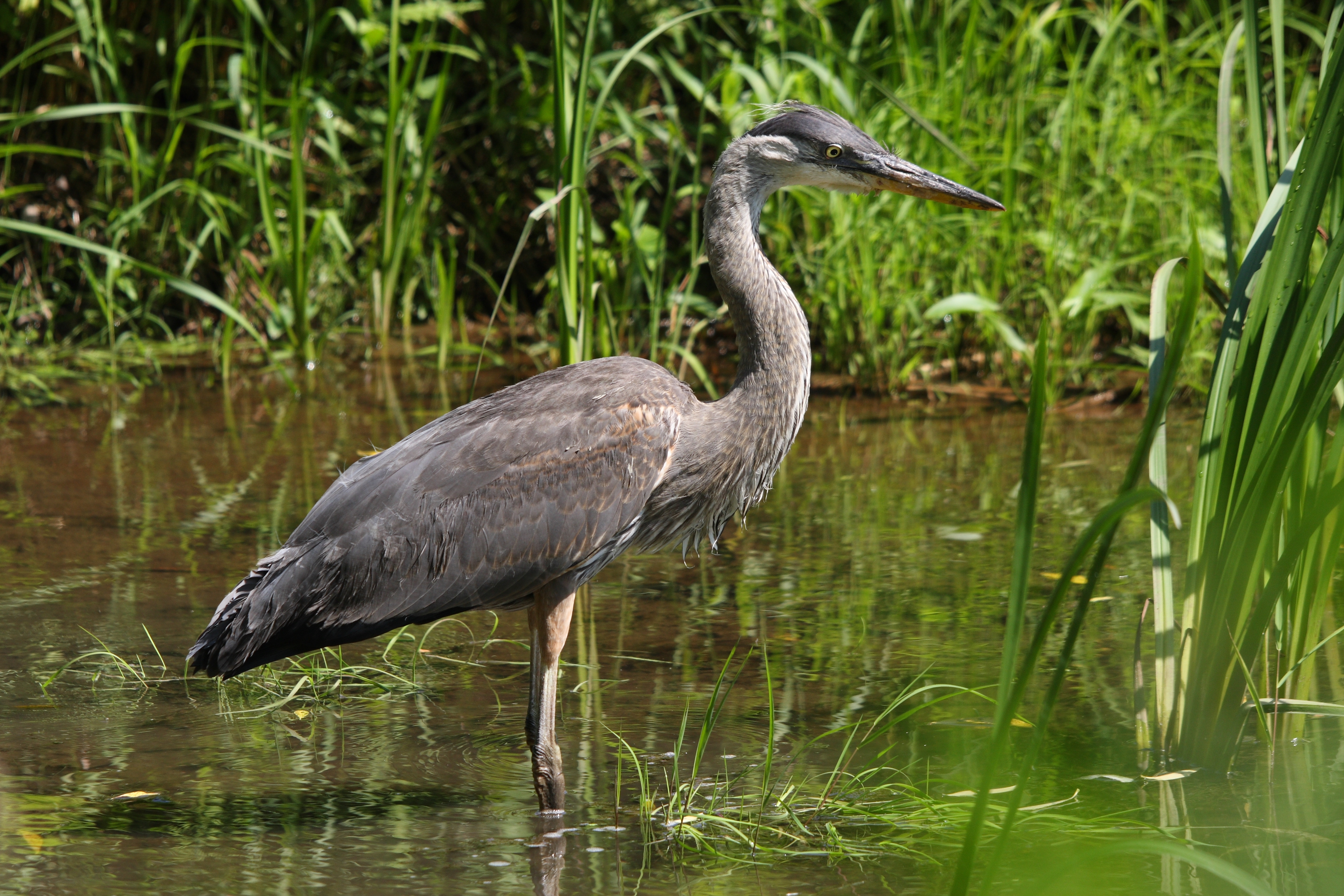
Grand Héron.

On a observé environ 230 espèces d'oiseaux différents dans le parc. Parmi ceux-ci on retrouve dans les lacs et cours d'eau, le Plongeon huard (Gavia immer), le Grand Héron (Ardea herodias), le Héron vert (Butorides virescens), la Bernache du Canada (Branta canadensis), le Canard branchu (Aix sponsa), le Canard noir (Anas rubripes), le Canard colvert (Anas platyrhynchos), le Garrot à œil d'or (Bucephala clangula), le Harle couronné (Lophodytes cucullatus), le Grand Harle (Mergus merganser), le Pluvier kildir (Charadrius vociferus), le Chevalier grivelé (Actitis macularius), le Goéland à bec cerclé (Larus delawarensis) et le Martin-pêcheur d'Amérique (Megaceryle alcyon). Parmi les rapaces, on retrouve l'Urubu à tête rouge (Cathartes aura), la Petite Buse (Buteo platypterus) et la Buse à queue rousse (Buteo jamaicensis). Parmi les gallinacés, seule la Gélinotte huppée (Bonasa umbellus) est abondante. Dans les forêts, on retrouve le Pigeon biset (Columba livia), la Tourterelle triste (Zenaida macroura), le Colibri à gorge rubis (Archilochus colubris), le Pic maculé (Sphyrapicus varius), le Pic mineur (Picoides pubescens), le Pic chevelu (Picoides villosus), le Pic flamboyant (Colaptes auratus), le Grand Pic (Dryocopus pileatus), le Pioui de l'Est (Contopus virens), la Moucherolle des aulnes (Empidonax alnorum), la Moucherolle des saules (Empidonax traillii), la Moucherolle tchébec (Empidonax minimus), la Moucherolle phébi (Sayornis phoebe), le Tyran huppé (Myiarchus crinitus), le Tyran tritri (Tyrannus tyrannus), l'Hirondelle bicolore (Tachycineta bicolor), l'Hirondelle de rivage (Riparia riparia), l'Hirondelle rustique (Hirundo rustica), le Geai bleu (Cyanocitta cristata), la Corneille d'Amérique (Corvus brachyrhynchos), le Grand Corbeau (Corvus corax), la Mésange à tête noire (Poecile atricapillus), la Sittelle à poitrine rousse (Sitta canadensis), la Sittelle à poitrine blanche (Sitta carolinensis), le Troglodyte mignon (Nannus troglodytes), le Roitelet à couronne dorée (Regulus satrapa), la Grive fauve (Catharus fuscescens), la Grive solitaire (Catharus guttatus), la Grive des bois (Hylocichla mustelina), le Merle d'Amérique (Turdus migratorius) et le Moqueur chat (Dumetella carolinensis).

#### Autre faune

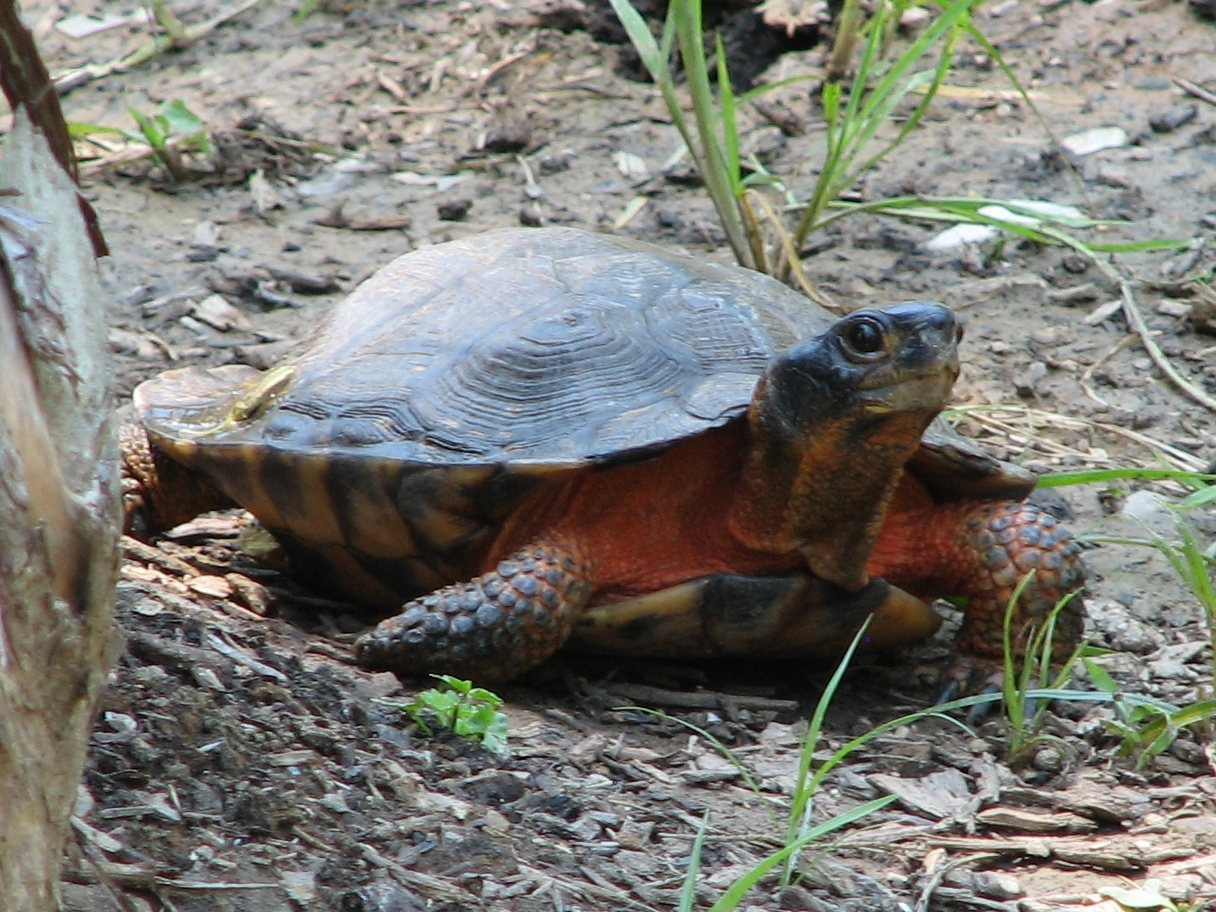
Tortue des bois.

On retrouve onze espèces de reptiles dans le parc. Parmi ceux-ci, six espèces sont en péril sur les listes du Québec ou du Canada, soit la Couleuvre à collier (Diadophis punctatus), Couleuvre d'eau (Nerodia sipedon), Couleuvre tachetée (Lampropeltis triangulum), la Tortue des bois (Glyptemys insculpta), la Tortue géographique (Graptemys geographica), et la Tortue mouchetée (Emydoidea blandingii). Quant aux amphibiens, on y observe une quinzaine d'espèces. Trois sont rares au Québec, soit la Rainette faux-grillon de l'Ouest (Pseudacris triseriata), la Grenouille des marais (Lithobates palustris) et la Salamandre à quatre doigts (Hemidactylium scutatum).
Les eaux des lacs et des cours d'eau abritent une cinquantaine d'espèces de poissons. On y retrouve certaines espèces pour la pêche sportive comme la perchaude, le brochet, l'omble, et l'achigan. Parmi ceux-ci, six sont sur les listes des espèces en péril au Québec ou du Canada, soit la Barbotte des rapides (Noturus flavus), la Barbotte jaune (Ictalurus natalis), le Cisco de lac (Coregonus artedi), le Chat-fou liséré (Noturus insignis), le Méné laiton (Hybognathus hankinsoni) et le Méné d'herbe (Notropis bifrenatus).
Plusieurs milliers d'espèces d'invertébrés fréquentent le parc. De ceux-ci deux espèces, la Physe de la Gatineau (Physa gryna latchfordi), un escargot et le porte-queue verdâtre (Mitoura gryneus), un papillon, sont considérées rares.

## Sites d'intérêt
D'une superficie de 363 km2, le parc de la Gatineau inclut un grand nombre de terrains de camping et de pique-nique. Il y a 165 km de sentiers de randonnée pédestre et 90 km de sentiers de vélo de montagne alors que le Sentier transcanadien traverse le parc. Le parc est aussi populaire chez les cyclistes sur route; la plupart des promenades sont très vallonnées et comprennent plusieurs côtes impressionnantes qui mettront les capacités des cyclistes à l’épreuve. Il y a des plages au lac Meech, au lac Philippe et au lac La Pêche, qui offrent chacune des installations de camping. Ces lacs offrent aussi des activités de canotage ; les bateaux équipés de moteurs à essence sont interdits sur la plupart des lacs du parc (à l’exception du lac LaPêche (puissance maximale: 10 h.p.)). Bien que la pratique en soit interdite dans le parc, certains coins plus reculés sont populaires auprès des nudistes.
Le Salon de Thé Moorside est établi dans l’ancienne résidence d’été (Moorside) de William Lyon Mackenzie King, le dixième premier ministre du Canada, à Kingsmere. Le domaine de Kingsmere comprend aussi des jardins et les « ruines » collectionnées par King, le tout dans un environnement boisé. Une petite chute coule de l’escarpement près de Moorside.
Le belvédère Champlain offre une vue spectaculaire sur la vallée de l’Outaouais du sommet de l’Escarpement d’Eardley. Quand les feuilles changent de couleur en automne, autant les touristes que les habitants de la région sont attirés vers les différents belvédères, promenades et sentiers du parc pour apprécier sa beauté.
Toutes les stations de télévision et de radio de la région métropolitaine d’Ottawa-Gatineau sont retransmises à partir d’un site de transmission situé à Camp Fortune, juste au nord de Kingsmere.
L’emplacement du parc dans les collines de la Gatineau en fait une destination populaire pour le ski de fond. On y retrouve près de 200 km de sentiers et le parc est hôte de la compétition annuelle de la Gatineau Loppet. Il y a aussi une station de ski alpin et de planche à neige au Camp Fortune.
L'ancien premier ministre fédéral Mackenzie King légua son domaine de 243 hectares à Kingsmere au gouvernement canadien à sa mort en 1950. La résidence secondaire du premier ministre du Canada se trouve au bord du lac Mousseau et La Ferme, la résidence officielle du président de la Chambre des communes du Canada et l’ancienne demeure du premier ministre King, sont situées dans le parc.